# عیون (روستا)
 عیون  (در عربی:  العُیون )
نام روستایی است در دهستان الغُربان از توابع استان عَدَن در کشور یمن در شبه جزیره عربستان. 

## جمعیت
جمعیت آن (۱۱۹ ) نفر (۱۶ خانوار) می‌باشد.